# Baidabatyr clivosus
Baidabatyr clivosus è un mammifero estinto di incerta collocazione sistematica, appartenente ai multitubercolati. Visse nel Cretaceo inferiore (circa 140 - 120 milioni di anni fa) e i suoi resti fossili sono stati ritrovati in Siberia.

## Descrizione
Questo animale è noto solo per un premolare di forma insolita, che tuttavia permette di distinguerlo da qualsiasi altro multitubercolato noto: la formula delle cuspidi di questo ultimo premolare era 4:5:5, le cuspidi erano ben separate da valli della superficie piatta della corona dentaria e vi erano tre radici. Per alcune caratteristiche il premolare di Baidabatyr assomigliava ad alcuni multitubercolati non cimolodonti, come la forma allungata e lo smalto liscio.

## Classificazione
Baidabatyr clivosus venne descritto per la prima volta nel 2017, sulla base di un premolare fossile ritrovato nella formazione Ilek della zona di Bolshoi Kemchug nel territorio di Krasnoyarsk in Siberia (Russia). Il dente mostra caratteristiche primitive e condivise (plesiomorfie) simili a quelle riscontrabili nei Paulchoffatiidae, a causa di un profilo orizzontale in vista laterale. È possibile che Baidabatyr rappresentasse una forma arcaica, sopravvissuta dal Giurassico, di una radiazione evolutiva comprendente i Paulchoffatiidae. Pertanto, sembrerebbe essere un'altra forma relitta rinvenuta nella formazione Ilek, insieme a vari docodonti, eutriconodonti e simmetrodonti.